# Dohrniphora fuscicoxa
Dohrniphora fuscicoxa är en tvåvingeart som beskrevs av Borgmeier 1923. Dohrniphora fuscicoxa ingår i släktet Dohrniphora och familjen puckelflugor. Inga underarter finns listade i Catalogue of Life.